# Lisa Fjeldstad Naalsund
Lisa Fjeldstad Naalsund   (Bergen, 11 de juny de 1995) és una futbolista professional noruega que juga com a migcampista al Manchester United de la Super League femenina anglesa i a la selecció de Noruega.

## Carrera del club

### Arna-Bjørnar
Naalsund va començar a jugar a futbol a 6 anys per al club local Tertnes. També va jugar a handbol fins a secundària. Abans de la temporada 2012, es va unir a l'Arna-Bjørnar. El 14 d'abril de 2012, Naalsund va fer el seu debut sènior amb el club quan va començar l'inici de la temporada; va ser un empat 1-1 amb el Røa IL. Va jugar 67 minuts abans de ser substituïda per Vilde Bøe Risa, que també va arribar fora de temporada, i també va debutar amb el sènior. Va marcar el seu primer gol sènior el 9 de juny de 2012 durant la victòria per 2-0 sobre el Klepp IL. En la seva primera temporada amb el club, Naalsund va jugar en els 22 partits de la Toppserien, inclosos 18 partits com a titular i va marcar quatre gols. Durant les seves tres primeres temporades, Naalsund va jugar en tots els partits de lliga menys un, ja que l'Arna-Bjørnar va acabar tercer en les tres temporades, igualant la posició més alta del rècord de l'equip. En set anys, Naalsund va ser un pilar de l'equip de l'Arna-Bjørnar i va jugar en 157 ocasions en totes les competicions.

### Sandviken/Brann
Abans de la temporada 2019, Naalsund va fitxar pel Sandviken (reanomenat Brann el 2022). El 2020, Naalsund va jugar en 18 ocasions a la lliga, ja que va ser nomenada a l'equip de l'any de Toppserien. Després d'haver registrat prèviament un rècord de l'equip amb el millor quart lloc les tres temporades seguides anteriors, el Sandviken va guanyar el títol de lliga de la Toppserien el 2021 per primera vegada. Naalsund va renovar per a l'equip una nova temporada després d'haver disputat 18 partits i marcat cinc gols. El 2022, l'equip va defensar el seu títol de lliga i també va guanyar la Copa de Noruega femenina de futbol per primera vegada.

### Manchester United
El 24 de gener de 2023, Naalsund va signar pel club de la Super League femenina anglesa Manchester United amb un contracte de tres anys i mig. S'hi va incorporar mentre patia problemes físics, i va haver d'esperar fins al 19 de març de 2023 per debutar amb l'equip, en un quart de final de la FA Cup contra l'equip de segona divisió Lewes. Va començar el partit, però va ser substituïda al minut 25 per un problema als isquiotibials.

## Carrera internacional

### Joventut
Naalsund va representar per primera vegada Noruega a nivell sub-15 el 2010. Va continuar progressant com a internacional juvenil, va participar en la classificació del Campionat femení sub-17 de la UEFA de 2012 i va jugar la seva primera fase final del torneig al Campionat femení sub-19 de la UEFA el 2013. L'any següent va ser convocada a l'equip, ja que Noruega va acollir el Campionat femení sub-19 de la UEFA.

### Sènior
El novembre de 2017, Naalsund va rebre la seva primera convocatòria internacional sènior per a Noruega per a un amistós contra el Canadà, però no va sortir al camp a jugar.
Encara que no havia estat convocada, Naalsund va ser nomenada com a substituta per lesió d'Emilie Haavi per a la Copa del Món femenina de la FIFA 2019. No obstant això, a causa del reglament de la competició, no la van poder registrar i va haver de seguir sent una jugadora d'entrenament no apta per jugar al torneig.
Naalsund va fer el seu debut internacional sènior amb Noruega el 10 de juny de 2021, entrant com a substituta al minut 80 de Vilde Bøe Risa en una derrota amistosa per 1-0 contra Suècia.
El 7 de juny de 2022, Naalsund va ser convocada per a l'Eurocopa Femenina de la UEFA 2022. No obstant això, va patir una lesió a la cama durant un amistós previ al torneig contra Nova Zelanda el 25 de juny i va ser substituïda per Thea Bjelde.